# César Ramos Palazuelos
César Arturo Ramos Palazuelos (Culiacán, 15 dicembre 1983) è un arbitro di calcio messicano.

## Carriera
In ambito nazionale, raggiunge la massima serie nel 2011, facendo in questo anno il suo esordio in una gara di Liga MX. Tre anni dopo, con decorrenza dal 1º gennaio 2014, viene nominato arbitro internazionale. Fa il suo esordio in una gara tra nazionali maggiori in occasione di una gara tra Guyana francese e Honduras, valida per la qualificazione alla CONCACAF Gold Cup.
Nel 2015 è chiamato dalla FIFA a dirigere al campionato mondiale under 20 in Nuova Zelanda, dove arriva a dirigere un quarto di finale (dopo aver diretto due gare della fase a gironi).
Nel 2016 arriva a dirigere una semifinale di CONCACAF Champions League, mentre l'anno dopo, per l'edizione successiva, è designato per la finale di ritorno.
Sempre nel 2016 altra importante esperienza FIFA per il fischietto messicano è rappresentata dalla partecipazione al torneo di calcio delle Olimpiadi, qui dirige due gare della fase a gironi: Danimarca-Iraq (0-0) e Colombia-Nigeria (2-0).
Nel 2017 è ancora una volta selezionato dalla FIFA per un'altra edizione del campionato mondiale under 20 in questa occasione disputatasi in Corea del Sud. Qui arriva a dirigere la finale per il terzo posto.
Nel dicembre 2017 prende parte anche alla Coppa del mondo per club FIFA 2017, dove ottiene la direzione della finale, tra gli spagnoli del Real Madrid CF e i brasiliani del Gremio.
Il 29 marzo 2018 viene selezionato ufficialmente dalla FIFA per i mondiali di Russia 2018. In Russia dirige due gare della fase a gironi e un ottavo di finale, quest'ultimo tra Uruguay e Portogallo. Nel 2022 viene scelto per i mondiali in Qatar, durante i quali è chiamato nuovamente a dirigere l'ottavo di finale della nazionale portoghese, nella vittoriosa gara contro la Svizzera, inoltre arbitra la seconda semifinale tra Francia e Marocco.